# Монсон, Фабиан
Лусиа́но Фабиа́н Монсо́н (исп. Luciano Fabián Monzón; 13 апреля 1987, Гранадеро-Байгоррия) — аргентинский футболист, защитник. Олимпийский чемпион 2008 года.

## Биография
Дебют за «Боку» на профессиональном уровне у Монсона состоялся в рамках Клаусуры чемпионата Аргентины 2008 года. Монсон быстро стал игроком основы, кроме того, он принял участие со своим клубом в розыгрыше Кубка Либертадорес. Летом того же года он был включён в заявку сборной Аргентины на Олимпийские игры в Пекине. Фабиан принял участие во всех матчах сборной на турнире и выиграл с ней золотые медали.
После этого успеха было объявлено об аренде Монсона испанским «Бетисом». Его дебютная игра в чемпионате Испании состоялась против будущего чемпиона «Барселоны» на стадионе «Камп Ноу».
Летом 2009 года футболистом интересовались донецкий «Шахтёр» и московское «Динамо».
11 июля 2011 года Монсон подписал четырёхлетний контракт с французским футбольным клубом «Ницца».
В 2012 году перешёл в «Олимпик Лион». В следующем году на правах аренды выступал в бразильском «Флуминенсе». 16 июля 2013 года Монсон был продан за 3,3 млн евро в «Катанию». 20 января 2015 года «Катания» отдала Монсона в аренду в родную «Боку Хуниорс».

## Достижения
- Чемпион Аргентины (1): 2015
- Обладатель Кубка Аргентины (1): 2014/15
- Олимпийский чемпион (1): 2008